# Sandaré
Sandaré is een gemeente (commune) in de regio Kayes in Mali. De gemeente telt 25.600 inwoners (2009).
De gemeente bestaat uit de volgende plaatsen:
- Allahina-Bangassi
- Assa-Tiémala
- Dembala
- Diabé
- Diallara
- Diamel-Sar-Sar
- Dioka
- Gounouguédou
- Koré
- Koronga
- Kossoumalé
- Madina-Tiancourouni
- Makana
- Monzombougou
- Palal-Bidadji
- Sara-Madina
- Samantara
- Sandaré
- Sécoureba
- Séoureni
- Séoundé
- Sérédji
- Wassamangatéré